# بازی‌های حذفی ان‌بی‌ای
بازی‌های حذفی ان‌بی‌ای (به انگلیسی: NBA playoffs) یک تورنمنت حذفی سالانه است که توسط اتحادیه ملی بسکتبال (NBA) برای تعیین قهرمان لیگ برگزار می‌شود ودر طی چند بازی در دو تیم اتفاق می افتد .این مسابقات که در چهار مرحله و به صورت برندهٔ چهار بازی از هفت بازی برگزار می‌شود، پس از پایان فصل عادی لیگ و یک تورنمنت مقدماتی به نام پلی-این (NBA play-in tournament) انجام می‌گیرد. شش تیم از هر کنفرانس (شرق و غرب) براساس بالاترین درصد برد در فصل عادی به‌طور مستقیم به بازی‌های حذفی راه می‌یابند. تیم‌های رتبه‌های هفتم تا دهم هر کنفرانس در تورنمنت پلی-این شرکت می‌کنند تا دو سید (جایگاه) نهایی بازی‌های حذفی مشخص شود.

## دوره‌ها
- بازی‌های حذفی ان‌بی‌ای ۲۰۱۲
- بازی‌های حذفی ان‌بی‌ای ۲۰۱۳
- بازی‌های حذفی ان‌بی‌ای ۲۰۱۴